# 1984年5月30日の日食

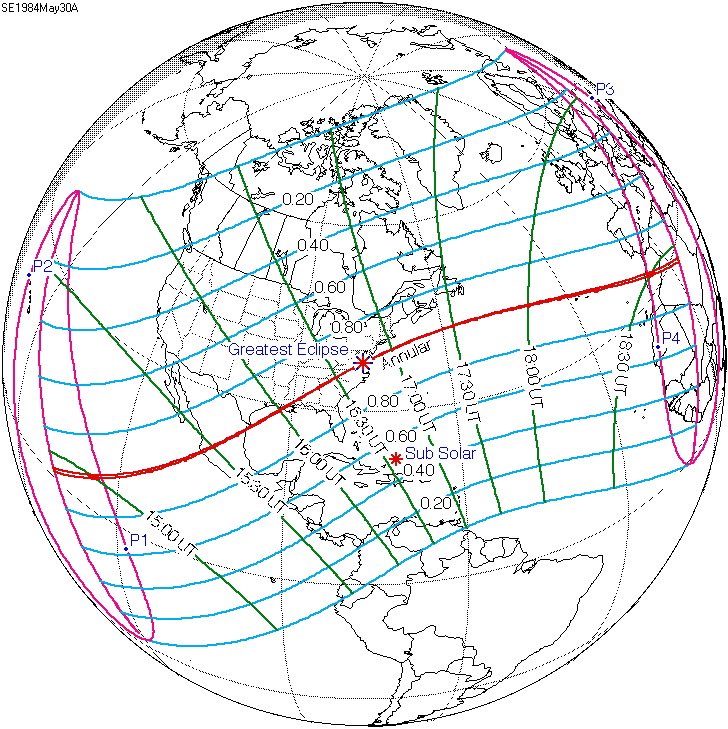

1984年5月30日の日食は、1984年5月30日に観測された日食である。メキシコ、アメリカ、ポルトガル領アゾレス諸島、モロッコ、アルジェリアで金環日食が観測され、北アメリカのほとんど、ヨーロッパのほとんど、アフリカ西部及び以上の地域の周辺の一部で部分日食が観測された。

## 通過した地域
金環帯が通過した、金環日食が見えた地域はメキシコ、アメリカのルイジアナ州南東部からメリーランド州南東端までの部分、ポルトガル領アゾレス諸島北部、モロッコ北部、アルジェリア西部だった。金環食の最大はアメリカのバージニア州キングアンドクイーン郡南部にあった。
また、金環日食が見えなくても、部分日食が見えた地域は北アメリカのほとんど（アメリカのアラスカ州大部分、カナダ北西部、デンマーク領グリーンランド北部を除く）、ヨーロッパのほとんど（ノルウェー領スヴァールバル諸島、ノルウェー北東端のごく小さい部分、ソ連のヨーロッパ部分北東部と南部（現在ロシアのヨーロッパ部分北東部と南部とウクライナ東部）、ギリシャ南東部の島、トルコのヨーロッパ部分の南東端を除く）、南東ハワイ諸島、エクアドル本土の北西半分とガラパゴス諸島、コロンビアの北西半分、トルコのアジア部分の北西部、西アフリカのほとんど（東部を除く）、北アフリカ中西部だった。

## 特徴
この金環日食の時、月の本影のシャドウコーンの先端が地球表面に非常に近いため、擬本影が地球上で通過した金環帯は幅が非常に狭く、金環食の持続時間は非常に短く、食分が1に非常に近くて日食による太陽のリングは非常に細かった。最大食分はアメリカのバージニア州キングアンドクイーン郡で0.9980であり、現地の擬本影の幅はわずか7.2キロで、金環食の持続時間はわずか11.4秒だった。擬本影の幅が一番広く、金環食の持続時間が一番長い、擬本影が一番先に地球と接触した太平洋東部でも、擬本影の幅は72キロしかなく、金環食の持続時間は1分4.6秒だった。

## 観測
この金環食の食分が非常に大きいため、地球上から見る月と太陽の外周は非常に近かった。月面の縁にある凹凸の山のため、普通は皆既日食の時しか見えない彩層とベイリー・ビーズが見え、この日食は地球の大きさと形と月面の外周の山を測定した良い機会だった。アメリカのフロリダ大学の観測隊はサウスカロライナ州グリーンビルで金環日食を観測し、彩層と光球がそれぞれ約半分を占める写真を撮影した。ジェイ・パサチョフ教授率いるウィリアムズ大学の観測隊はミシシッピ州ピカユーンで観測した。